# Biagio Martini
Biagio Martini, né à Parme le 3 février 1761 et mort à Parme le 26 août 1840, est un peintre italien.

## Biographie
Biagio martini étudie à l'académie des beaux-arts de Parme sous la houlette de Gaetano Callani et de Pietro Melchiorre Ferrari. En 1781, il remporte le prix du dessin de nu et en 1787 celui du clair-obscur grâce à Persée armé par Pallas, Mercure et Pluton. L'année suivante il peint un Diogène considéré comme l'un de ses chefs-d'œuvre. Il se trouve aujourd'hui à la galerie nationale de Parme. En 1791, il gagne le concours de l'Accademia borbonica avec La Mort de Socrate, ce qui lui vaut un séjour d'étude à Rome d'où il rapporte à Parme une Nativité.
De retour à Parme, Martini est nommé professeur adjoint de peinture en 1795. L'académie des beaux-arts est fermée quelque temps pour des raisons politiques, mais après sa réouverture en 1803 (Parme est alors sous administration française), il est réintégré à son poste. L'on compte parmi ses élèves Giovan Battista Borghesi, Giovanni Tebaldi et Paolo Toschi. Pendant la période 1800-1815, il est considéré comme le meilleur peintre parmesan, les jeunes talents lui témoignent d'une grande admiration et lui font des dédicaces enthousiastes.
En 1816, il est invité à Milan pour récupérer des œuvres devant retourner à Parme et qui avaient été confisquées par Napoléon. La duchesse Marie-Louise le nomme premier peintre de la cour et en 1840 il devient chevalier de l'ordre constantinien de Saint Georges. Il était l'époux de Costanza Baldrighi, également peintre et fille du peintre Giuseppe Baldrighi.

## Œuvres

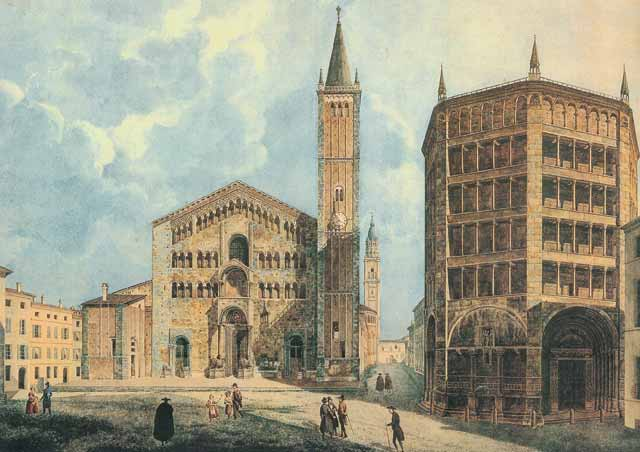
Place du Dôme à Parme, aquarelle
(Galerie nationale de Parme)

Outre de celles citées plus haut, Martini est l'auteur de:
- Portrait de sa fille vêtue de rouge (1795)
- L'Immaculée Conception (1803-1805, cathédrale de Borgo San Donnino)
- Le Martyre de saint Gervais et de saint Protais (1815, église de l'Annonciation de Parme)
- La Rencontre de Charles Quint et du pape Paul III (1827, Rocca di Busseto)
- Autoportrait (pastel sur carton, Galerie nationale de Parme)
- Piazza del Duomo à Parme (aquarelle, Galerie nationale de Parme)
- Déposition de la Croix (1840, église des Capucins de Borgo Santa Caterina)

## Source de la traduction
- (it) Cet article est partiellement ou en totalité issu de l’article de Wikipédia en italien intitulé « Biagio Martini » (voir la liste des auteurs).